# 安曇野市明科地域循環バス
安曇野市明科地域循環バス（あづみのしちいきじゅんかんバス）とは、長野県安曇野市（旧明科町）が運営するコミュニティバス。明科地区内を運行する。

## 運行経路
- 明科駅前- 三叉路 - 宮下技研先 - 小出石材資材置場前 - 農村交流センター - 桜坂 - 西松宅前 - 明科工場団地上 - 平成技研先 - 下押野公民館前 - 下里医院前 - 明科駅前
- 明科駅前 - 上生野公民館前 - 消防第7分団第2部前 - 明科ブロック建設先 - 明科駅前
- 明科駅前 - 丸親工業前 - 平 - 消防第6分団第3部前 - 清水亭前 - 矢の沢公民館前 - 清水亭前 - 消防第6分団第3部前 - 平 - 吐中公民館 - 丸親工業前 - 明科駅